# Burgruine Sonnenberg
Die Burgruine Sonnenberg, auch Burg Nüziders genannt, ist die Ruine einer mittelalterlichen Höhenburg im Bezirk Bludenz in Österreich und liegt auf einem steilen Felskopf oberhalb der Gemeinde Nüziders. Sie war der Sitz der Herrschaft und Grafschaft Sonnenberg.

## Geschichte
Dieses noch vor der montfortischen Besitzteilung von 1258 erbaute, ehemalige Schloss oberhalb von Nüziders gelangte an die Grafen von Werdenberg-Sargans.
Während einer Fehde zwischen dem Bischof von Chur, Graf Hartmann von Werdenberg-Sargans und dem Herzog Friedrich IV. von Österreich wurden Burg und Ort Nüziders niedergebrannt.
Die Burganlage wurde 1409/10 von Bischof wiederaufgebaut und der Name wurde damals geändert von „Burg Nütziders“ in „Sonnenberg“.
1455 traten die Sarganser Burg und Herrschaft um 15.000 Gulden an Eberhard I. aus dem Haus Waldburg ab, der schon die Herrschaft Bludenz mit dem Montafoner Tal als Pfand innehatte. Als Eberhards Sohn, Andreas von Sonnenberg, 1472 einen Bludenzer Bürger und Untertan des Herzogs Sigmund von Tirol schwer verletzte, kam es zu einem Konflikt, den der Herzog nutzte und die Burg Sonnenberg durch Feldkircher Söldner unter Burkhard von Knöringen nach dreitägiger Belagerung 1473 erobern und zerstören ließ. Andreas konnte rechtzeitig entkommen. Der Streit wurde 1474 beigelegt und die Grafschaft um 35.000 Gulden an den Herzog verkauft. Dieser vereinigte sie mit dem bereits 1418  österreichisch gewordenen Bludenz und ließ sie von den Bludenzer Vögten mitverwalten.
Die Habsburger verfügten nunmehr über ein durchgehendes Herrschaftsgebiet vom Arlberg bis zum Rhein.

Werdenberg-Sargans
Grafen von Sonnenberg
Habsburg
Heutiges Wappen Gemeinde Nüziders

## Anlage
Der Grundriss basiert auf einer unregelmäßigen polygonalen Fläche, an deren höchster Stelle über einer senkrecht abfallenden Felswand heute noch Reste der Nordmauer des einstigen bergfriedartigen Wohnturms zu sehen sind.
Die Burg wurde nach der Zerstörung 1473 nicht mehr aufgebaut und blieb Ruine. In den Jahren 1934/35 wurde die Burgruine restauriert.